# Type 95 Ha-Go
Xe tăng hạng nhẹ Ha-Gō Kiểu 95 (九五式軽戦車 ハ号 Kyugoshiki keisensha Ha-Gō) (hay còn gọi là Ke-Go Kiểu 97) là kiểu xe tăng hạng nhẹ được Lục quân Đế quốc Nhật Bản thiết kế và sử dụng trong Chiến tranh Trung-Nhật, Chiến tranh biên giới Xô-Nhật và Chiến tranh Thái Bình Dương. Tốc độ của kiểu xe tăng này lúc mới ra đời khoảng 30 km/giờ, (trong khi xe tăng Stuart của Mỹ ra đời 6 năm sau đó có tốc độ ban đầu là 32 km/giờ). Ha-Go 95 cũng được đánh giá là kiểu xe tăng tốt nhất của Nhật Bản trong Chiến tranh thế giới thứ hai.
Ha-Go Kiểu 95 tỏ ra vô cùng hiệu quả khi đối đầu với bộ binh Trung Quốc trong các trận đánh tại Trung Quốc và Mãn Châu, khi mà Quân đội Cách mạng Quốc dân chỉ có 3 tiểu đoàn xe tăng gồm một số xe tăng Vickers,                  xe tăng hạng nhẹ của Đức PzKpfw I và xe tăng siêu nhẹ của Ý CV33. Tuy nhiên, cũng giống như M3 Stuarts của Hoa Kỳ, Ha-go không được thiết kế để có thể đối đầu với các loại xe tăng khác mà chỉ nhằm để yểm trợ bộ binh. Ngoài ra, Nhật Bản còn ưu tiên công nghệ và sử dụng thép sản xuất được cho Hải quân Đế quốc Nhật Bản đóng tàu hơn là chế tạo xe bọc thép. Do đó, đến năm 1942, một số lượng lớn xe thiết giáp Nhật Bản vẫn y chang như hồi thập niên 30 và đã trở nên hoàn toàn lỗi thời sau năm 1941. Khoảng 2.300 chiếc đã được sản xuất. Ngoài Lục quân, Ha-Go kiểu 95 còn được Lực lượng Đổ bộ Hải quân Đặc biệt của Hải quân sử dụng trong một số cuộc giao tranh tại Thái Bình Dương.

## Lịch sử phát triển
Từ đầu thập niên 1930, lục quân Nhật bắt đầu thử nghiệm chiến tranh cơ giới hoá với việc cho kết hợp bộ binh và xe tăng. Tuy nhiên, kiểu xe tăng lúc bấy giờ của họ là I-Go Kiểu 89 không thể theo kịp bộ binh về tốc độ, giờ đây có thể di chuyển đến 40 km/giờ bằng xe tải. Để giải quyết vấn đề này, Vụ Kỹ thuật Lục quân đã đề nghị một kiểu xe tăng hạng nhẹ mới với tốc độ 40 km/giờ và bắt đầu phát triển nó vào năm 1933. Đến năm 1934, nguyên mẫu của kiểu tăng mới này đã hoàn thành ở xưởng vũ khí Sagami. Đây là một kiểu tăng có giáp mỏng và tốc độ cao, giống như loại tăng kỵ binh của Anh hay xe tăng BT của Liên Xô.
Năm 1935, trong một cuộc họp của Vụ Kỹ thuật Lục quân, Ha-Go kiểu 95 đã được giới thiệu là tăng chiến đấu chính cho bộ binh cơ giới hoá. Bộ binh đã bày tỏ lo ngại cho rằng lớp giáp không đủ dày để yểm trợ họ; tuy nhiên kỵ binh lại cho rằng để có tốc độ và hoả lực đành phải hi sinh lớp giáp. Cuối cùng bộ binh đã đồng ý.
Việc sản xuất được bắt đầu từ năm 1935 bởi tập đoàn công nghiệp nặng Mitsubishi. Đến năm 1939, 100 chiếc đã được sản xuất. Mitsubishi sản xuất được tổng cộng 853 chiếc trong các nhà máy của họ, 1250 chiếc khác được sản xuất tại xưởng vũ khí Sagami, tập đoàn Hitachi, Niigata Tekkoshō, tập đoàn thép Kobe và xưởng vũ khí Kokura.

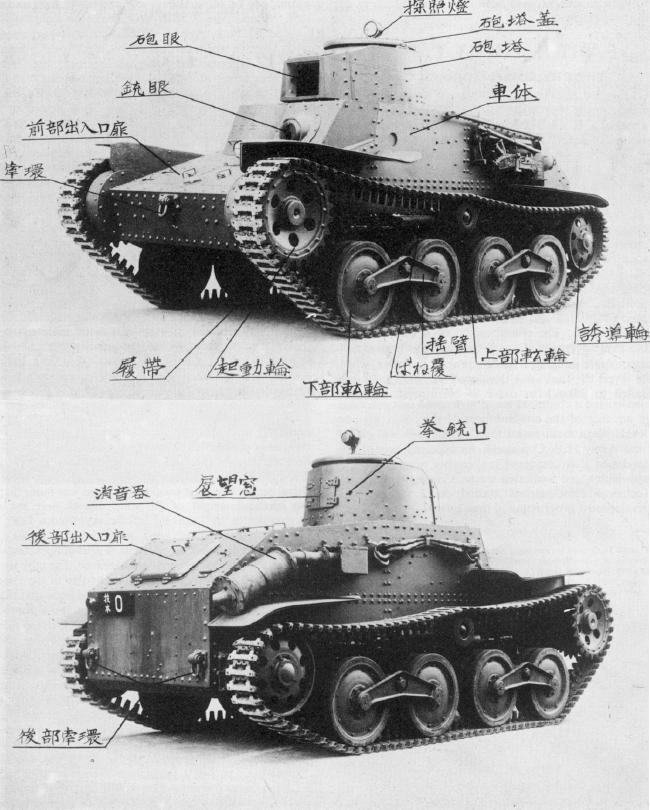
Nguyên mẫu đầu tiên Ha-Go Kiểu 95, 1934

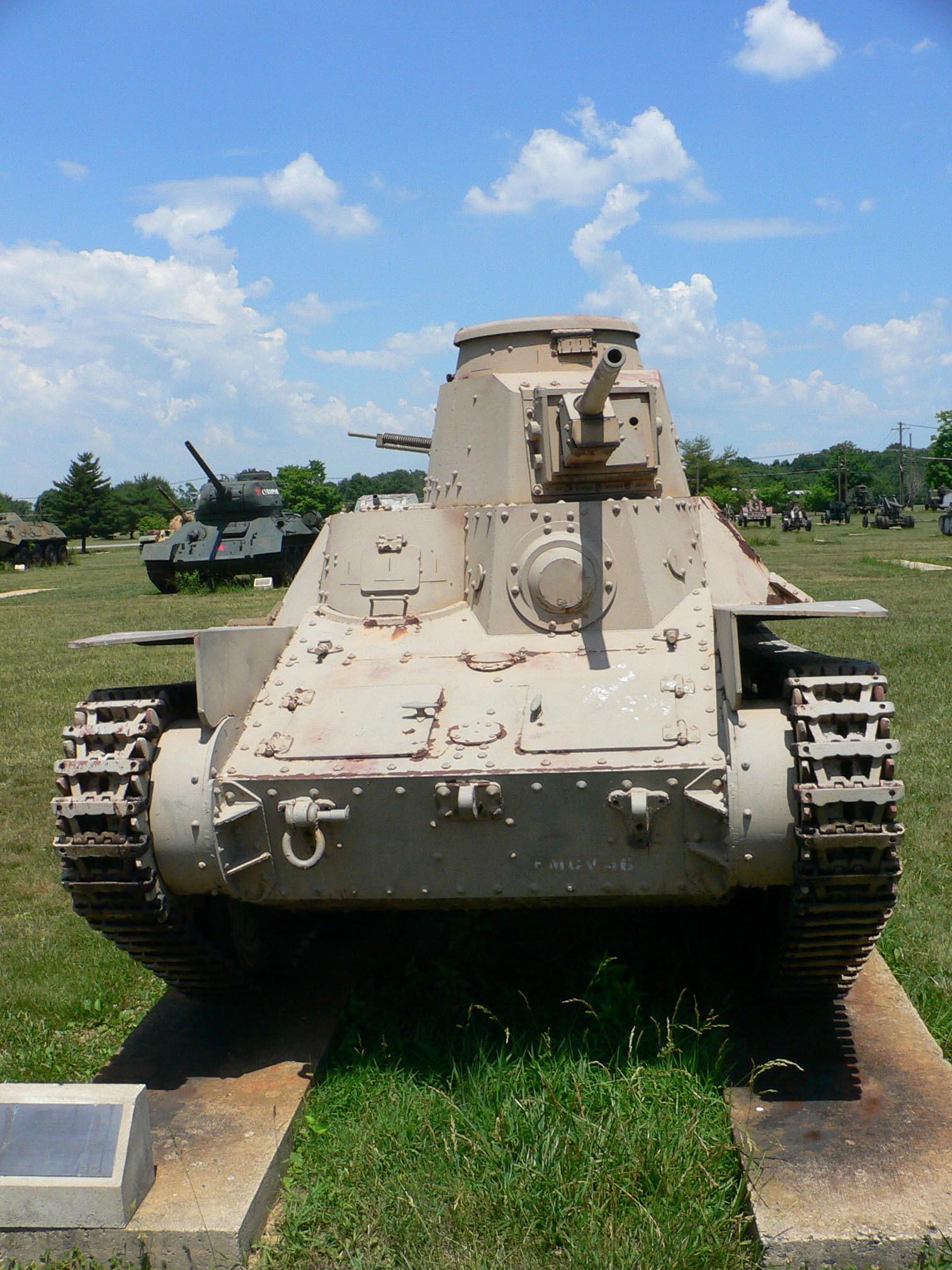
Một chiếc Ha-Go Kiểu 95 trưng bày tại Bảo tàng Quân nhu Quân đội Hoa Kỳ

Ha-Go Kiểu 95 sau đó cũng được đưa vào chương trình cải tiến với nhiều biến thể, như kiểu Manshū (Kiểu M). Kiểu M có chung về thiết kế kỹ thuật, nhưng được cải tiến để sử dụng cho trường huấn luyện xe tăng Đạo quân Quan Đông tại Mãn Châu và được dự tính sẽ sản xuất ở số lượng lớn cho Quân đội Mãn Châu Quốc sử dụng cũng như tiến hành sản xuất ở các nhà máy tại đây.
Một phiên bản cải tiến khác là Ke-Ni Kiểu 98, bắt đầu đưa vào sản xuất từ năm 1942 và đã có 200 chiếc được sản xuất. Kiểu xe tăng này có lớp giáp dày hơn và có hoả lực gồm một khẩu pháo 37 mm và hai súng máy 7.7 mm.
Kiểu 95 còn là cơ sở để thiết kế Ka-Mi Kiểu 2, xe tăng lội nước đầu tiên của Nhật Bản.

## Thiết kế
Kiểu 95 có khối lượng 7,4 tấn với kíp lái 3 người (gồm chỉ huy/pháo thủ/nạp đạn; thợ máy/xạ thủ; lái xe).
Hoả lực chính là một pháo chống tăng Kiểu 94 37mm. Pháo có góc bắn từ -15 đến +20 độ; góc phương vị 20 độ trái và phải. Tốc độ đạn là 600 m/giây (đời đầu) và 700 m/ giây (đời sau), khả năng xuyên giáp: 45 mm ở khoảng cách 300 m (đời đầu) và 25 mm ở khoảng cách 500 m (đời sau). Kiểu 95 mang theo hai kiểu đầu đạn 37 mm khác nhau, đạn trái phá Kiểu 94 và đạn xuyên thép Kiểu 94.
Hoả lực phụ bao gồm hai súng máy Kiểu 91 6,5mm (một súng nằm sau tháp pháo và một súng nằm trên thân xe). Những phiên bản thử sử dụng ở Mãn Châu và Trung Quốc cho thấy cần một hoả lực mạnh hơn và do đó súng máy 6.5mm đã được thay bằng súng máy hạng nhẹ Kiểu 97 7.7mm uy lực hơn, được sử dụng bởi chỉ huy xe kiêm pháo thủ từ năm 1941. Xe mang tổng cộng 2.970 viên đạn cho hai khẩu súng máy và 119 quả đạn pháo. Về sau, khẩu pháo Kiểu 94 cũng được thay bằng khẩu pháo Kiểu 98 có cùng cỡ nòng nhưng tốc độ đạn lớn hơn.
Xe tăng được đơn giản trong chế tạo, khai thác sử dụng và sửa chữa. Thân xe bao gồm các khung thép và các miếng thép cán, được liên kết với nhau với sự trợ giúp của đinh tán và bu lông. Tháp pháo một chỗ ngồi hình trụ, bên trong tháp pháo là chỗ ngồi của trưởng xe, người thực hiện đồng thời cả nhiệm vụ nạp đạn, ngắm bắn và bắn. Khiếm khuyết của tháp pháo là nó chỉ quay được 45 độ. Xe được bọc thép dày từ 6mm đến 14 mm.
Hệ thống treo với 4 bánh đỡ mỗi bên được đánh giá là hoàn hảo hơn cả. Sau đó, để tăng thêm độ tin cậy, mỗi bên thành xe được lắp thêm cặp trục lăn nhỏ, được gia cố trên các xà cân bằng mới trên các bánh đỡ. Biến thể này của xe tăng gọi là "Mãn châu lý" và được sử dụng rộng rãi trong Quân đội Nhật. Để phòng cháy và bảo vệ kíp xe khỏi các mảnh vỡ từ giáp khi xe chạy ở tốc độ nhanh qua vùng đất lởm chởm, bên trong xe tăng được phủ các tấm đệm amiang. Vào thời điểm này, sự bảo vệ mắt khỏi sự phun trì – có thể rơi vào trong xe qua các khe quan sát của lái xe, xạ thủ súng máy và trưởng xe chưa được trang bị.
Ban đầu Kiểu 95 sử dụng động cơ diesel Mitsubishi NVD 6120 với sức đẩy 110 Mã lực (82 kW) với tốc độ tối đa 40 km/giờ. Đây cũng là kiểu động cơ mà xe tăng hạng trung I-Go Kiểu 89 được trang bị. Còn các kiểu mẫu đời sau được sản xuất thì trang bị động cơ diesels A 6120VP với sức đẩy 120 Mã lực (89,5 kW), 6 xy-lanh, làm mát bằng không khí. Động cơ được bố trí dọc theo bên phải mạn sau thân xe. Thùng dầu, nhiên liệu nằm bên trái. Một số chiếc Kiểu 95 còn được trang bị gương chiếu hậu ở phía trước để chiến đấu vào ban đêm.

## Các phiên bản

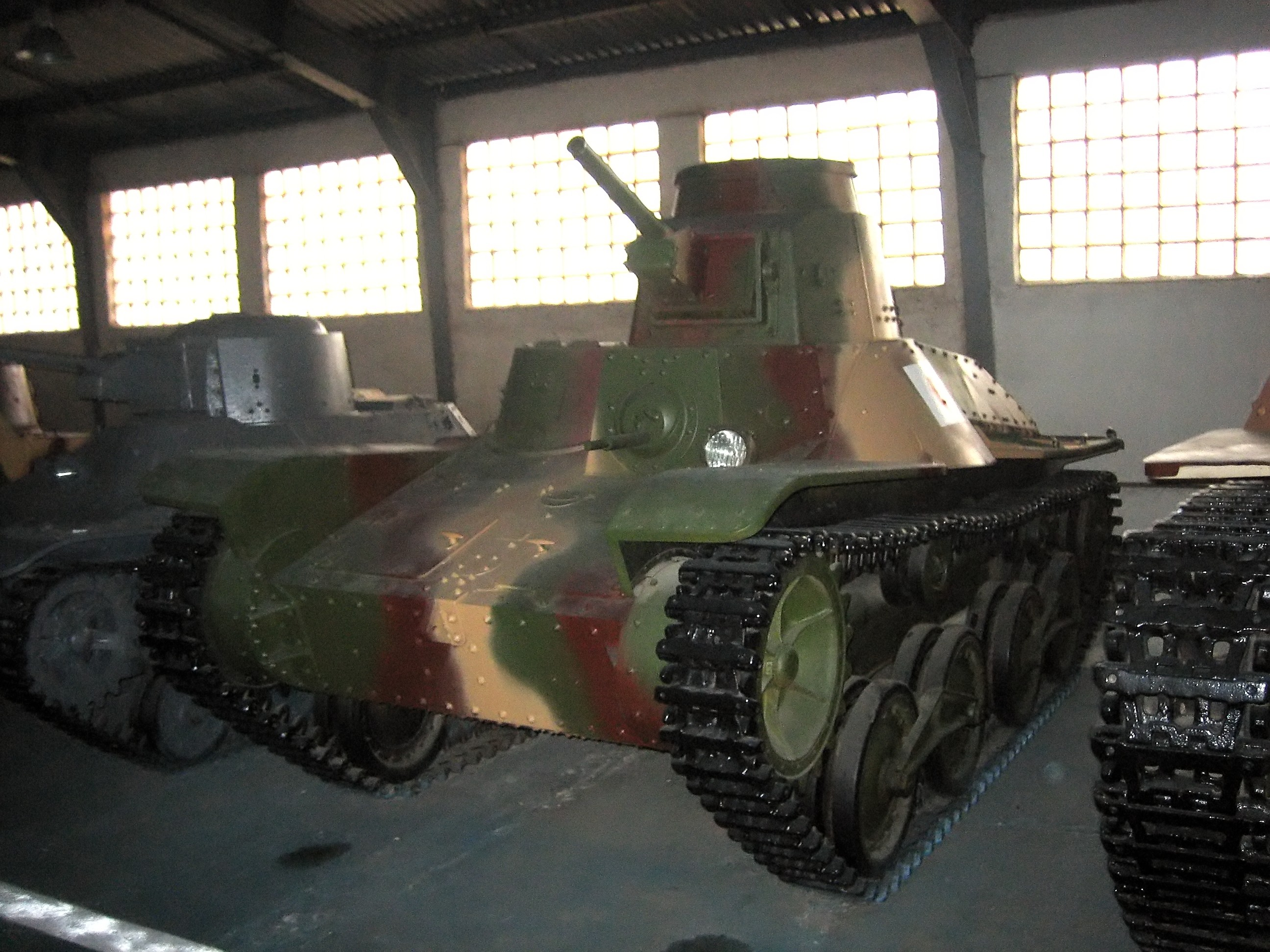
Một chiếc Ha-Go Kiểu 95 trưng bày tại Bảo tàng Xe tăng Kubinka, Nga

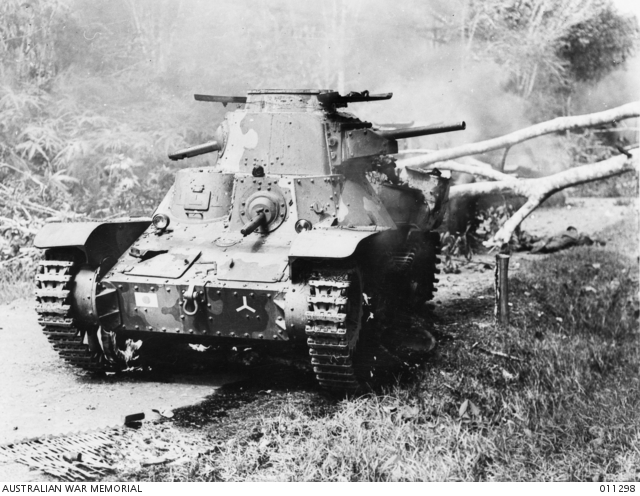
Một chiếc Ha-Go Kiểu 95 bị đạn pháo 2 pound của Úc phá huỷ trong Trận Muar trên chiến trường Mã Lai

- Ke-Ri Kiểu 3

Đây là kiểu xe tăng chỉ mới trên thiết kế với hoả lực chính là pháo Kiểu 97 57 mm. Tuy nhiên thiết kế này đã không vượt qua được cuộc thử nghiệm năm 1943.
- Ke-Nu Kiểu 4

Ke-Nu Kiểu 4 được thiết kế nhằm khắc phục một trong những nhược điểm bị phàn nàn nhiều nhất của Kiểu 95 là tháp pháo quá hẹp và được thay bằng tháp pháo của xe tăng hạng trung Chi-Ha Kiểu 97 để có thêm thể tích. Khoảng 100 chiếc đã được sản xuất.
- Manshū Kiểu 95

Manshū Kiểu 95 là kiểu xe tăng dùng cho chiến đấu và huấn luyện có chung thiết kế với Ha-Go. Quân đội Mãn Châu Quốc sử dụng kiểu xe tăng này và nó còn được dùng cho huấn luyện tại trường xe tăng Đạo quân Quan Đông.
- Xe tăng phòng không "Ta-Se" Kiểu 95

Tháng 11 năm 1941, một phiên bản phòng không của Kiểu 95 với khung gầm của Kiểu 95 cộng với một pháo tự động Kiểu 2 20 mm đã được thiết kế mang tên "Ta-Se", viết tắt của "Taikū (phòng không) sensha (xe tăng)". Khi thử nghiệm, nó đã thất bại trong việc vượt qua khả năng của chương trình Ki-To bị hủy bỏ trước đó. Kế hoạch tiếp theo là nâng cấp thành phiên bản pháo phòng không đôi và dự tính sẽ hoàn thành vào tháng 3 năm 1944. Tuy nhiên, dự án đã bị hủy bỏ vào năm 1943.
- Xe tăng lội nước Ka-Mi Kiểu 2

Đây là kiểu xe tăng lội nước đầu tiên do Nhật Bản sản xuất, được lực lượng đổ bộ đặc biệt của Hải quân Nhật sử dụng. Khung gầm được lấy từ Kiểu 95. Ka-Mi Kiểu 2 đã đối đầu với Thủy quân lục chiến Hoa Kỳ tại quần đảo Marshall và quần đảo Mariana, đặc biệt là tại Guam.
- Xe cần trục "Ri-Ki" Kiểu 95

Ri-Ki Kiểu 95 là một kiểu xe công binh, có cần trục tay với dài 4,5 m, nặng 3 tấn.
- Pháo tự hành "Ho-To" 120 mm

Ho-To Kiểu 95 có lựu pháo Kiểu 38 120 mm đặt trên khung gầm của Ha-Go Kiểu 95. Khẩu pháo này có tốc độ đạn chậm nhưng nó dùng đạn chống tăng thuốc nổ mạnh đủ sức phá huỷ xe tăng M4 Sherman của Mỹ. Được phát triển song song với Ho-Ru.
- Pháo tự hành Ho-Ru Kiểu 5 47 mm

Ho-Ru là một kiểu pháo tự hành chống tăng hạng nhẹ giống như kiểu Hetzer của Đức. Việc phát triển Ho-Ru bắt đầu từ tháng 2 năm 1945. Nó sử dụng khung gầm của Kiểu 95, nhưng hệ thống treo được tăng lên 350 mm. Ho-Ru được trang bị một pháo 47 mm.
- Xe tăng hạng nhẹ Ke-Ni Kiểu 98

Phiên bản cuối cùng nhẹ hơn Kiểu 95 nhưng lớp giáp dày hơn. Nó bắt đầu được đưa vào sản xuất từ năm 1942 nhưng chỉ có 200 chiếc được sản xuất.

## Lịch sử hoạt động
Khi Kiểu 95 được đưa vào chiến đấu, nó là một trong những kiểu xe tăng hạng nhẹ tốt nhất thế giới, được trang bị một pháo 37mm và sử dụng động cơ diesel. Trong khi đó những kiểu xe tăng hạng nhẹ của quân đội Hoa Kỳ sản xuất năm 1940 như M2A4 chỉ được trang bị súng máy và sử dụng động cơ xăng. Trong lý thuyết quân sự của quân đội các nước ở thập niên 1930, xe tăng và xe tăng hạng nhẹ chỉ được dùng chủ yếu để yểm trợ cho bộ binh hoặc để trinh sát hay tấn công bất ngờ. Những chiếc Kiểu 95 có thể đủ sức đối đầu với những chiếc xe tăng hạng nhẹ Hoa Kỳ M3 Stuart, bắt đầu được đưa vào sản xuất từ năm 1941. Trong khi đó Quân đội Anh lại mắc sai lầm chiến lược về khả năng hoạt động của xe thiết giáp ở Đông Nam Á dẫn đến các thuộc địa của Anh là Mã Lai và Miến Điện không có xe tăng để chiến đấu vào tháng 12 năm 1941.
Người Nhật biết rằng Quân đội Hoa Kỳ đã có kinh nghiệm ở chiến trường Philippines ít nhất từ năm 1900 còn căn cứ Singapore của Anh đã có từ thập niên 1840; chứng tỏ cả hai quân đội này đều có kinh nghiệm chiến đấu trong rừng già ít nhất là 100 năm. Tuy nhiên cả người Mỹ lẫn người Anh đều tin rằng xe tăng không thể chiến đấu trong rừng già. Ngoài ra, Lục quân Nhật Bản còn phải chú ý Liên Xô và Trung Quốc, và chưa bao giờ tiến hành một chiến dịch tấn công nào ở địa hình rừng già. Đối diện với những khu rừng già khó có thể qua được, hai quân đội đầy sức mạnh và kinh nghiệm, đồng thời không có kinh nghiệm chiến đấu trong rừng già, tuy nhiên những chiếc xe tăng Kiểu 95 đã dẫn đầu cuộc tấn công của quân Nhật đánh chiếm Singapore ngày 15 tháng 2 và Corregidor vào tháng 4 năm 1942. Kiểu 95 chứng tỏ là một kiểu xe tăng hạng nhẹ cực kỳ thành công trong thời gian đầu của Chiến tranh Thái Bình Dương cho đến giữa năm 1942. Ví dụ như địa hình rừng già ẩm ướt đã không thể ngăn 12 chiếc Kiểu 95 tấn công phá tan phòng tuyến Jitra ngày 11 tháng 12 năm 1941 trong trận Mã Lai. Tuy nhiên, trong trận Trận Muar vào tháng 1 năm 1942, những người lính Úc chỉ sử dụng vũ khí chống tăng cá nhân đã tiêu diệt được 9 xe tăng Nhật.

### Khalkhin Gol (Nặc Môn Khâm) 1939

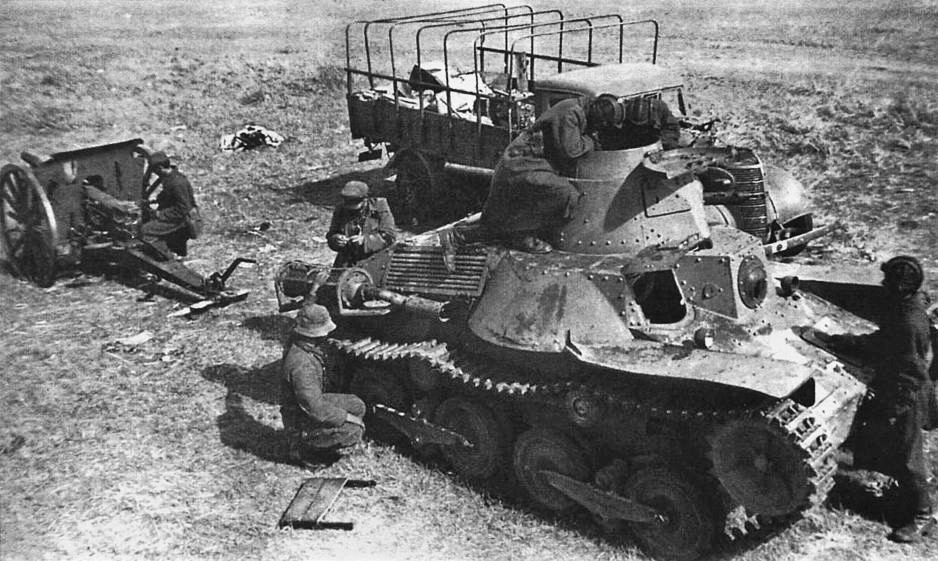
Một chiếc Ha-Go Kiểu 95 bị Hồng quân Liên Xô chiếm được sau trận Khalkhin Gol

Do tin rằng Hồng quân Liên Xô đang rút lui khỏi Khalkhin Gol (Nặc Môn Khâm),, bộ tư lệnh Lục quân Nhật tại Mãn Châu đã điều Quân đoàn Xe tăng I, dưới sự chỉ huy của trung tướng Masaomi Yasuoka đến Nặc Môn Khâm nhằm mục đích cắt đứt đường rút quân của Hồng quân tại sông Halha (sông Khalkhin Gol). Sau hai ngày di chuyển bằng tàu hoả, quân đoàn xe tăng số 1 cho bốc dỡ hai trung đoàn tăng số 3 và 4 xuống Arshaan tại Mãn Châu vào ngày 22 tháng 6 năm 1939. Trong khi trung đoàn 3 chủ yếu là các xe tăng hạng trung Kiểu 89 đã lỗi thời thì trung đoàn 4 do đại tá Yoshio Tamada chỉ huy có 35 chiếc xe tăng hạng nhẹ Kiểu 95, 8 chiếc Kiểu 89 và 3 chiếc xe tăng siêu nhẹ Kiểu 94.
Trong khi đó, chỉ huy mới của Hồng quân là tướng Georgi Konstantinovich Zhukov được điều đến Nặc Môn Khâm vào tháng 6 năm 1939. Ông đã sử dụng các xe tăng hạng nhẹ BT-5 và BT-7; kết hợp chúng vào lực lượng pháo binh, bộ binh và thiết giáp để tấn công. Mặc dù cùng là xe tăng hạng nhẹ, cùng số lượng kíp lái và kích thước, xe tăng BT nặng gần gấp đôi Kiểu 95, đến 13,8 tấn. Tuy nhiên nó dễ bị các lực lượng Nhật Bản sử dụng bom xăng tiêu diệt do dùng động cơ xăng. Tuy người Nhật không đánh giá cao xe tăng Nga, pháo 45mm của xe tăng BT với tốc độ đạn hơn 600m/giây và từ khoảng cách 1.000 m đủ sức xuyên thủng xe tăng Nhật (trong khi pháo 37mm của Kiểu 95 chỉ có tầm bắn hiệu quả thấp hơn 700 m); Một sĩ quan xe tăng Kiểu 95 mô tả, "...không lâu sau khi thấy ánh sáng loé lên, xe tăng chúng tôi đã bị xuyên thủng một lỗ ! Họ còn bắn rất chính xác !"
Ngày 2 tháng 7 năm 1939, vào lúc 6 giờ 10 phút chiều, đại tá Tamada chỉ huy trung đoàn xe tăng số 4 với nhiều chiếc xe tăng Kiểu 95 cơ động hơn phía trước trung đoàn xe tăng số 3 dẫn đầu cuộc tấn công của quân đoàn xe tăng số 1 vào lực lượng Hồng quân tại Khalkhin Gol. Trong khi trung đoàn xe tăng số 3 đã vượt qua hoả lực pháo Hồng quân sau gần 2 giờ, trung đoàn xe tăng số 4 để tránh trận địa pháo Hồng quân đã tiến về phía đông nam thay vì hướng nam như dự kiến, do đó đã đụng độ quân Nga ở tây nam hồ Uzuru. Quan sát thấy vị trí pháo của quân Nga, đại tá Tamada quyết định tấn công vào ban đêm bằng xe tăng mặc dù các xe tăng Nhật không có thiết bị và cũng không có kinh nghiệm đánh đêm. Khoảng 11 giờ đêm, trung đoàn tăng số 4 tiến vào mục tiêu với khoảng cách 6m giữa những chiếc tăng và 30m giữa các đơn vị bộ binh. Hệ thống radio hoạt động không hiệu quả khiến các xe tăng phải ra hiệu bằng cờ hoặc cử chỉ là chính, tầm quan sát từ chỗ ngồi của trưởng xe ra bên ngoài bị hạn chế do đó tháp pháo được mở ra, điều này khiến cho khi mưa trút xối xả xuống làm cho các trưởng xe khó thở và không thể mở mắt. Nhờ có sấm chớp mà quân Nhật có thể nhìn thấy các vị trí của quân Nga. Tuy nhiên, khi đến gần, sấm chớp đã làm quân Nga trông thấy những chiếc xe tăng Kiểu 95 đang tiến đến, phòng tuyến Hồng quân ngay lập tức khai hoả bằng đại liên, súng cối, pháo, xe tăng BT-7 và pháo chống tăng. Tuy nhiên, vì phạm vi quá gần, các pháo thủ Nga không thể bố trí các nòng súng của họ đủ thấp để tấn công xe tăng nên đã không trúng mục tiêu. Lúc 0 giờ 20 sáng, đại tá Tamada ra lệnh trung đoàn 4 tấn công và đến 2 giờ sáng đã vượt qua phòng tuyến Nga hơn 900m và tiêu diệt 12 khẩu pháo.
Kết quả cuối cùng là quân đoàn xe tăng I mất một chiếc xe tăng Kiểu 95, hai người chết (một sĩ quan và một lính tuyển mộ) và 8 người bị thương; trung đoàn 4 đã sử dụng tổng cộng 1.100 quả đạn pháo 37mm và 129 quả đạn pháo 57mm, 16.000 viên đạn súng máy. Tướng Yasuoka Masaomi báo cáo "cuộc tấn công chớp nhoáng bằng xe tăng của chúng ta đã làm cho quân địch khiếp vía và lo sợ." Trong số 73 xe tăng hạng nhẹ và trung của Nhật tham gia cuộc tấn công này, 13 chiếc đã bị đạn pháo Nga phá hủy hoàn toàn, 14 chiếc được sửa chữa sau khi đưa về đại tu và 17 chiếc khác thì sửa chữa ngay trên chiến trường.
Tuy nhiên, trong trận Khalkhin Gol, những nhược điểm của xe tăng Nhật cũng được phơi bày. Tầm bắn, khả năng xuyên giáp hoàn toàn kém so với các xe tăng BT và T-26 của Liên Xô; tốc độ và giáp mỏng; tiếng động cơ ồn. Do đó sau một vài thành công ban đầu, xe tăng Nhật đã phải chịu tổn thất lớn và không thành công được bao nhiêu.

### Những cuộc đối đầu đầu tiên với xe tăng Mỹ

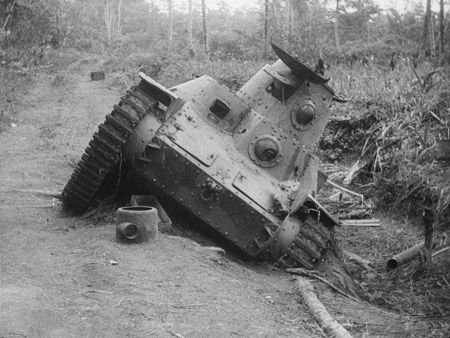
Một chiếc Ha-Go Kiểu 95 bị sa lầy tại vịnh Milne

Xe tăng Nhật và Mỹ đã đối đầu lần đầu tiên trong Chiến tranh thế giới thứ hai khi những chiếc Kiểu 95 của trung đoàn xe tăng 4 gặp một trung đội tăng Mỹ, bao gồm năm chiếc xe tăng hạng nhẹ M3 Stuart từ "đại đội" B, trung đội tăng 192 ngày 22 tháng 12 năm 1941; phía bắc Damortis trong cuộc rút lui về Bataan. Cả M3 và Kiểu 95 đều trang bị pháo 37mm nhưng M3 được bọc giáp dày hơn trên tháp súng và sườn, đến 32mm trong khi Kiểu 95 chỉ có 12mm; Tuy nhiên, Kiểu 95 đã giành chiến thắng trong ngày hôm đó. Nguyên nhân về sau được biết dựa trên những nghiên cứu quân sự sau chiến tranh về chiến thuật xe tăng năm 1945, lợi thế trong đấu tăng sẽ thuộc về bên nào thấy đối phương và tấn công trước.
Ngày 6 và 7 tháng 6 năm 1942, Lực lượng Đổ bộ Hải quân Đặc biệt của quân Nhật đã đổ bộ lên quần đảo Kiska trong chiến dịch đánh chiếm quần đảo Aleutian. Cuộc đổ bộ này có mặt những chiếc xe tăng Kiểu 95 từ trung đoàn xe tăng số 11, do đó đã trở thành những chiếc xe tăng duy nhất của "kẻ thù" có mặt trên đất Bắc Mỹ. Sau trận đánh, hai chiếc Kiểu 95 bị chiếm đã được đưa đến Maryland để nghiên cứu và kiểm tra.
Hai chiếc Kiểu 95 cũng được đưa đến yểm trợ cho cuộc đổ bộ của quân Nhật tại vịnh Milne vào cuối tháng 8 năm 1942. Ban đầu chúng đã đạt được thành công nhất định trước bộ binh Úc chỉ trang bị vũ khí nhẹ, còn bom dính thì không sử dụng được do thời tiết. Tuy nhiên, mặc dù đã cho thấy khả năng chiến đấu trong rừng già Mã Lai, những chiếc xe tăng này đã lún sâu trong bùn do mưa kéo dài nhiều ngày tại vịnh Milne. Cả hai đều bị sa lầy và bị bỏ lại sau nhiều ngày đổ bộ.

### 1942-1945

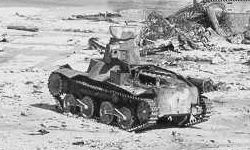
Một chiếc Kiểu 95 tại Tarawa

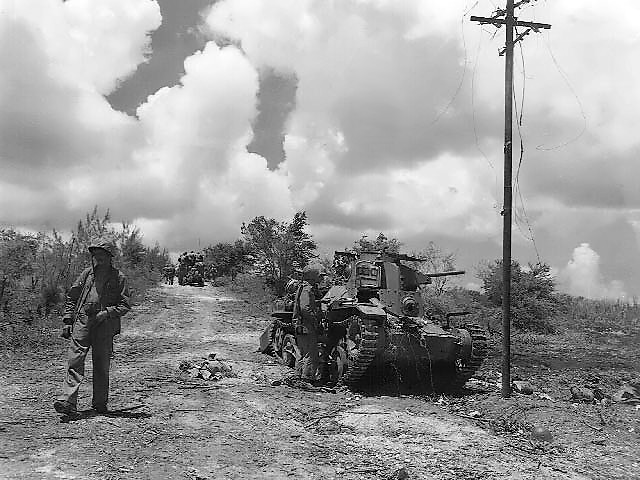
Một chiếc Kiểu 95 bị tiêu diệt tại Tinian

Tháng 8 năm 1942, quân Mỹ bắt đầu cuộc phản công tại Guadalcanal. Lính thủy đánh bộ Hoa Kỳ cho đều động Đại đội Xe tăng số 1, chỉ trang bị duy nhất những chiếc M2A4. Mặc dù M2A4 mới hơn Kiểu 95 năm năm, nó là kiểu xe tăng Mỹ gần nhất với Kiểu 95 về giáp và hoả lực với giáp dày 25mm và trang bị pháo 37mm. Tại New Guinea, vào tháng 9 năm 1942, pháo 37mm của Ha-Go đã không thể xuyên thủng lớp giáp của xe tăng Matilda Anh trong khi lớp giáp của nó thì lại quá mỏng.
Khi quân Mỹ tiến hành phản công trên mặt trận Thái Bình Dương, tình hình chiến sự ngày càng bất lợi cho quân Nhật. Những chiếc Ha-Go Kiểu 95 giờ đây đã hoàn toàn trở nên lỗi thời và có thể bị đe dọa bởi vũ khí chống tăng của Mỹ như bazooka, xe tăng M3 Lee, M4 Sherman và cả súng máy 12,7mm. Ha-go giờ đây được sử dụng cho các cuộc phản công vào phòng tuyến quân Mỹ hay dùng làm boong ke pháo bọc giáp mỏng.
Tuy nhiên do số lượng quá ít nên số tăng này dễ dàng bị tiêu diệt (tại Tarawa là 7 chiếc, tại đảo Parry là 3 chiếc). Trong Trận Saipan, những chiếc Ha-Go đã sử dụng vào cuộc tấn công lính thủy đánh bộ Mỹ vào rạng sáng ngày 16 tháng 6, nhưng đã bị tiêu diệt bởi hỏa lực chống tăng. Một số lượng xe tăng lớn hơn đã được huy động trong cuộc tấn công lớn nhất bằng xe tăng của quân Nhật tại Thái Bình Dương, bắt đầu vào lúc 2 giờ sáng ngày 17 tháng 6 nhưng cả Ha-Go lẫn Chi-Ha đều yếu ớt trước vũ khí chống tăng nên chỉ có 12 chiếc xe tăng của quân Nhật thoát được.
Trong Trận Guam ngày 21 tháng 7, 10 chiếc Kiểu 95 đã bị bazooka hoặc xe tăng M4 tiêu diệt. 7 chiếc khác bị tiêu diệt trong Tinian ngày 24 tháng 7, và 15 chiếc khác trong Trận Peleliu ngày 15 tháng 9. Tại Philippines, ít nhất 10 chiếc đã bị phá huỷ trong các cuộc giao tranh tại Leyte và 19 chiếc tại Luzon. Trong Trận Okinawa, quân Nhật chỉ có 13 chiếc Kiểu 95 và 14 chiếc Kiểu 97 thuộc trung đoàn xe tăng số 27 phải đối đầu với 800 xe tăng Mỹ. Hầu hết số xe tăng này đã mất trong cuộc phản công bất thành của quân Nhật ngày 5 tháng 5.

### Chiến trường Trung Quốc - Miến Điện - Ấn Độ
Năm 1942, lục quân Nhật tiến vào Miến Điện rồi sau đó tiến vào Ấn Độ. Những chiếc xe tăng hạng nhẹ Kiểu 95 thuộc trung đoàn xe tăng số 14 chỉ huy cuộc tấn công này và đụng độ những chiếc M3 Stuarts của quân Anh. Khi quân Anh rút về Ấn Độ, quân Nhật tịch thu được thêm một số chiếc M3. Tuy nhiên đến năm 1944, trung đoàn xe tăng 14 đã bị tiêu diệt do bị quân Anh cắt đường tiếp liệu và cuộc tấn công của người Nhật đã dừng lại tại Imphal, Ấn Độ.

### Chiến dịch Bão tháng Tám
Trong Chiến dịch Bão tháng Tám, Hồng quân Liên Xô đã huy động hơn 5.000 xe thiết giáp, hơn cả Trận Kursk trong khi phía Nhật chỉ có 2 lữ đoàn tăng. Kết quả là Hồng quân đã chiếm được 369 xe tăng và 35 xe thiết giáp Nhật trong toàn bộ chiến dịch.
Ha-Go Kiểu 95 đã tham gia vào trận đấu tăng cuối cùng của quân đội Nhật vào ngày 18 tháng 8 năm 1945 khi 25 chiếc Ha-Go và 39 chiếc Chi-Ha thuộc Trung đoàn Xe tăng 11 đã kháng cự Hồng quân đánh chiếm đảo Shimushu thuộc Quần đảo Kuril. Mặc dù Nhật Bản đã đầu hàng nhưng chính quyền Tokyo vẫn cho phép lực lượng trên đảo phòng thủ nếu bị tấn công. Đại tá Ikeda, trung đoàn trưởng đã quyết định cho xe tăng tấn công ngay bãi biển, và bị pháo chống tăng của Liên Xô diệt 21 xe tăng nhưng Hồng quân cũng mất vài trăm lính. Chiến sự tại đây kéo dài cho đến ngày 20 tháng 8.

### Sau Chiến tranh thế giới thứ hai
Sau khi chiến tranh kết thúc, hàng trăm chiếc Kiểu 95 còn lại bị bỏ lại tại Trung Quốc. Những chiếc xe tăng Nhật bị Hồng quân Liên Xô chiếm đã được chuyển giao cho Quân Giải phóng Nhân dân Trung Quốc. Đến cuối năm 1949, Quân Giải phóng đã có tổng cộng 349 xe tăng, trong đó chủ yếu là Ha-Go Kiểu 95, Chi-Ha Kiểu 97 và một số tăng Mỹ chiếm được từ quân đội Quốc dân. Một số chiếc được chuyển đến Cộng hòa Dân chủ Nhân dân Triều Tiên cho quân đội nước này tập luyện. Lực lượng Pháp trở lại Đông Dương cũng sử dụng những xe tăng Kiểu 89 và 95 tại Phnom Penh, Campuchia trước khi nhận được những khí tài hiện đại hơn từ Pháp.

## Các quốc gia sử dụng
Nhật Bản
- Quốc gia sử dụng chính.

 Hàn Quốc
- Quân đội Hàn Quốc sử dụng một số tăng Kiểu 95 trong Chiến tranh Triều Tiên.

 Liên Xô
- Hồng quân Liên Xô chiếm được một số tăng sau chiến tranh.

 Thái Lan
- Năm 1940, quân đội Thái có khoảng 50 chiếc Kiểu 95, sử dụng trong cuộc xâm lược của quân đội nước này vào tỉnh Shan của Miến Điện năm 1942. Kiểu 95 được sử dụng đến năm 1952.

 Cộng hoà Nhân dân Trung Hoa
- Quân Giải phóng Nhân dân Trung Quốc chiếm được một số xe tăng từ Quân đội Cách mạng Quốc dân (chiếm từ Nhật Bản) và nhận một số từ Liên Xô. Kiểu 95 do đó cũng xuất hiện trong Nội chiến Trung Quốc và Chiến tranh Triều Tiên cùng với Chi-Ha Kiểu 97.